# Terry Kunze
Terry Duane Kunze (11 marzo 1943) è un ex cestista statunitense, professionista nella ABA.

## Carriera
Venne selezionato dai St. Louis Hawks al settimo giro del Draft NBA 1965 (58ª scelta assoluta).